# Malena ulica
Malena ulica (niz. Het Straatje) je ulje na platnu nizozemskog slikara Johannesa Vermeera koji je obilježio nizozemsko slikarstvo u 17. stoljeću. Riječ je o djelu poput Pogleda na Delft koje je nastalo kada prikazi grada nisu bili uobičajena pojava u slikarstvu, dok je slikar u njegovom stvaranju koristio poentilistički stil. Malena ulica je poznata i pod nazivom Pogled na kuće u Delftu (niz. Gezicht op huizen in Delft) a njen autor se potpisao u donjem lijevom uglu kao I V MEER.
Točna lokacija mjesta koja je Vermeeru poslužila za nastanak ovog djela nije poznata. Međutim, provedeno istraživanje je tvrdilo da se radi o Voldersgrachtu ili Nieuwe Langendijku.
Djelo je 1921. godine kupio Henri Deterding za 625.000 guldena te ga je donirao amsterdamskom državnom muzeju Rijksmuseum u kojem se i danas nalazi.

## Vidjeti također
- Pogled na Delft

## Vanjske poveznice
- Johannes Vermeer's The Little Street - Was it Located in Delft at Nieuwe Langendijk 22-26?